# 多路复用
多路复用（英語：Multiplexing）是一个通信和计算机网络领域的专业术语，“多路复用”在没有歧义的情况下也可被称为“复用”。多路复用通常表示在一个信道上传输多路信号或数据流的过程和技术。因为多路复用能够将多个低速信道整合到一个高速信道进行传输，進而有效地利用了高速信道。通过使用多路复用，電訊公司可以避免维护多条线路，進而有效地节约运营成本。

## 工作过程

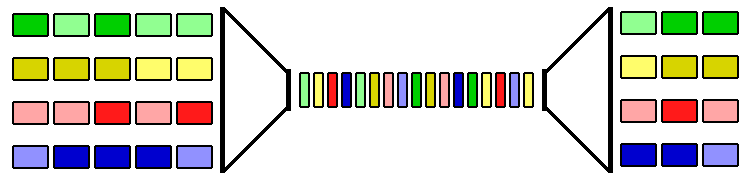
多路复用的抽象模型

首先，各个低速信道的信号通过多路复用器（MUX，多工器）组合成一路可以在高速信道传输的信号。在这个信号通过高速信道到达接收端之后，再由分路器（DEMUX，解多工器）将高速信道传输的信号转换成多个低速信道的信号，并且转发给对应的低速信道。
在实际的通信工程应用里，多路复用器和分路器通常作为一个设备被一起生产和安装。作为发送数据的时候，这个设备就作为多路复用器，在接收数据的时候，这个设备就作为分路器。

## 种类
多路复用根据使用的技术可以分为时分复用（TDM）、频分复用（FDM）、空分复用（SDM）和码分复用（CDM）。
- 时分复用的特点是：高速信道根据时间划分成多个时隙供多个低速信道轮流使用，在一个时隙内，只能有一个低速信道占有高速信道的资源[5]。
- 频分复用的特点是：多路复用器将各个低速信道的信号通过调制分布到高速信道的各个频段，然后进行叠加，形成高速信道上传输的信号，在接收端，分路器一般通过带通滤波器分离各个频段，然后转发给对应的低速信道[5]。在光通信领域，根据光波波长的不同进行多路复用的技术被称为波分复用（WDM）[6]。
- 空分复用的特点是：使用多天线技术，通过波束成形技术将信号对准特定的发射源或接收站进行接收或发送。通过空分复用，多个发射源或者接受站可以同时使用同一个频率。在实际的通信工程里，空分复用通常和其它复用技术结合使用[6]。
- 码分复用的特点是：采用扩频通信技术，各个低速信道可以在同一个地方同时使用相同的频率进行通信，不同的低速信道通过采用不同的地址码复用整个频段[7]。

## 和多址接入的关系
多工和多址接入在概念上非常类似，在技术上也有相同的地方，但是这两个术语有一定的差异。
多址接入是指通信网络具有多个用户通过公共的信道接入到网络的能力。通常情况下，为了实现多址接入，通信网络必须实现多路复用。但是，实现了多路复用的通信网络不一定实现多址接入。
在实际应用中，这两个概念有时候可以通用。